# 費爾蒙皇家約克酒店

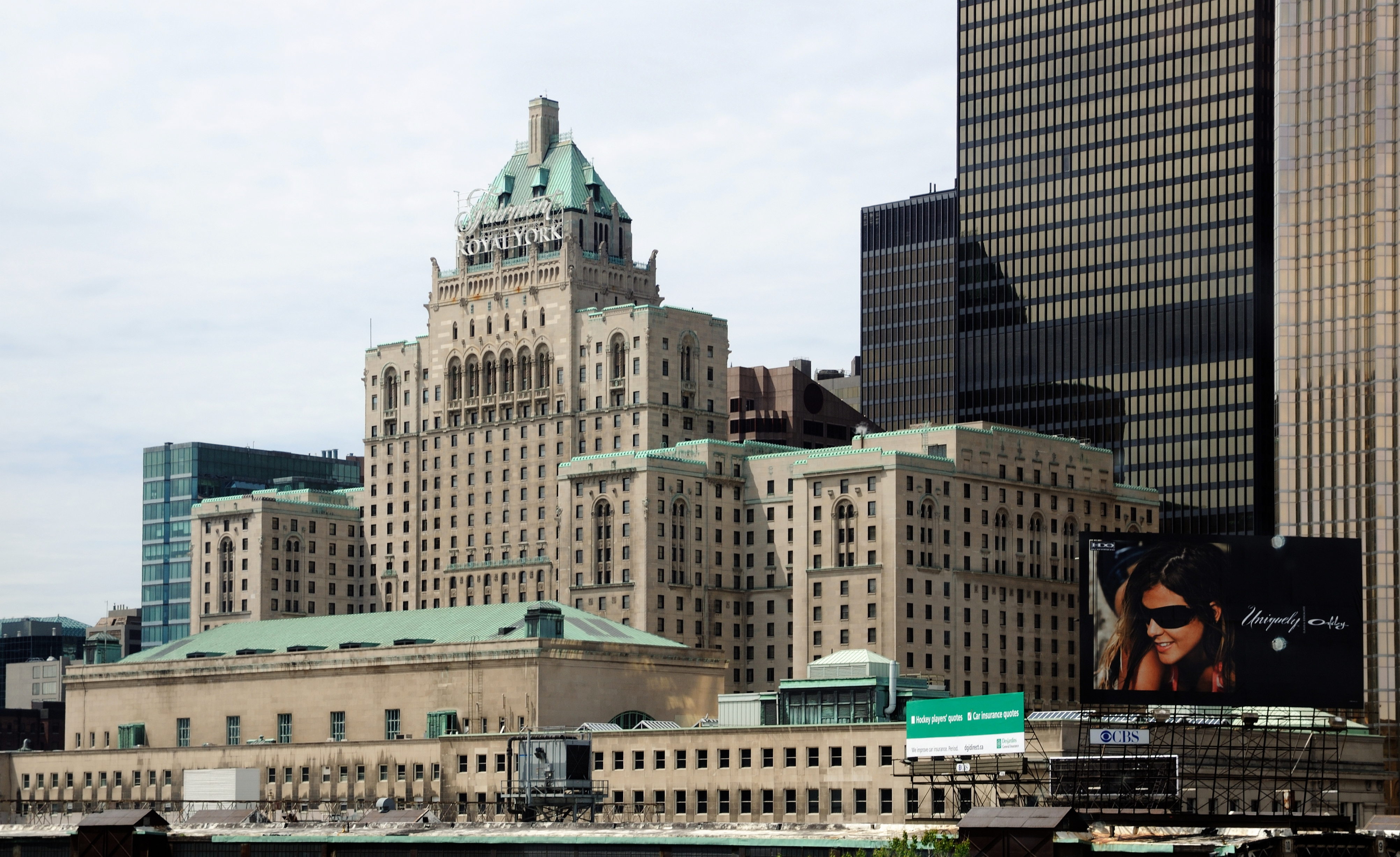

費爾蒙皇家約克酒店（Fairmont Royal York）是加拿大安大略省多倫多的一座高級大規模歷史飯店，位於多倫多市中心的前街。這家飯店開業於1929年6月11日，高124（407英尺），共有28層。費爾蒙特皇家約克是加拿大的鐵路大飯店之一，並且在商務廣場竣工前曾經是多倫多和加拿大最高的建築物。飯店由加拿大太平洋鐵路投資興建，現屬費爾蒙酒店集團。

## 外部連結
- Official website